# Гимназион
Гимназион (на латински: Gymnasion; на старогръцки: γυμνάσιον) в Древна Гърция е място за тренировка на атлети, обикновено в двор (палестра), заобиколен с колонади.
„Гол“ (на старогръцки: gymnós = „гол“, мн.ч.: Gymnasia = гимназии) идва от това, че атлетите първо се събличали съвсем голи в съблекални кабини и така голи тренирали. Освен това те мажели телата си с олио. След това те са се пръскали с прах и пясък.
По-късно е обозначение за мястото, където философите и реториците дават лекции на младежите.
През 2 век пр.н.е. построеният Гимназион в гр. Олимпия е голям площад, заобиколен с колонадни зали и служи на лекоатлетите за подготовка за олимпийските игри.
Днес гимназион означава средно училище на гръцката училищна система, стуфе 7 (A´ Gymnasio), 8 (B´ Gymnasio) и 9 ( Γ´ Gymnasio).